# Cari Beauchamp
Cari Beauchamp (Berkeley, California; 12 de septiembre de 1949-Los Ángeles, California; 14 de diciembre de 2023) fue una escritora, periodista, historiadora y directora de documentales estadounidense. Fue autora de la biografía Without Lying: Frances Marion y Power of Women in Hollywood, que posteriormente se convirtió en un documental. Fue académica residente de la Fundación Mary Pickford.

## Ámbito profesional
Antes de convertirse en escritora de tiempo completo en 1990, trabajó como investigadora privada, mánager de campaña y como secretaria de prensa para Jerry Brown, el gobernador de California.

### Política
Después de graduarse con una licenciatura en ciencias políticas e historia estadounidense de la Universidad Estatal de San José en 1972, intentó ir a la facultad de derecho, pero en lugar de eso pasó los siguientes seis años como investigadora privada para abogados defensores, incluidos Barney Drefus y Charles Garry y la Sociedad de Ayuda Legal del Condado de Santa Clara, actuando como investigadora principal en varias demandas colectivas importantes. Simultáneamente, se involucró en el Movimiento por los Derechos de las Mujeres y fue elegida primera presidenta del Caucus Político Nacional de Mujeres de California en 1973. También dirigió una variedad de campañas electorales a lo largo de la década de 1970, incluida la de Janet Gray Hayes, quien fue elegida alcaldesa de San José en 1976, la primera mujer del país en ser alcaldesa de una ciudad de más de 500.000 habitantes. Beauchamp también pasó varios años trabajando en Washington D. C. con Gloria Steinem, Bella Abzug y muchos otros en nombre de la Enmienda de Igualdad de Derechos antes de regresar a California en 1979 para servir como secretaria de prensa del gobernador Jerry Brown.

### Escritura
Después de un año de trabajo en Europa y varios años en Nueva York, se tomó un tiempo libre para dar a luz a dos hijos. Mientras estaba embarazada de su segundo hijo, firmó su primer contrato para un libro, que resultó en Hollywood on the Riviera: The Inside Story of the Cannes Film Festival con Henri Behar, publicado por William Morrow & Co.
En 1998, escribió Without Lying Down: Frances Marion y The Powerful Women of Early Hollywood, publicado por Scribner y University of California Press. El libro examina las vidas de Frances Marion (guionista ganadora del Oscar por The Big House y The Champ) y muchas de sus colegas femeninas que dieron forma al cine desde los años 1920 hasta los 1940. Without Lying Down fue nombrado uno de los 100 libros más notables del año tanto por The New York Times como por Los Angeles Times y fue galardonado con el premio Libro del año por la Asociación Nacional de Artes Teatrales.
En 2003 apareció Anita Loos Rediscovered, que fue editado y comentado por Beauchamp y Mary Anita Loos (sobrina de Anita Loos). Publicado por University of California Press, el libro recopila muestras del trabajo inédito de Loos, así como la vida personal y la obra de la novelista, guionista y dramaturga, autora de Los caballeros las prefieren rubias, así como varios otros libros y docenas de obras de teatro y guiones. En 2006, University of California Press publicó Adventures of a Hollywood Secretary: Her Private Letters from Inside the Studios of the 1920s de Valeria Belletti, editado y comentado por Beauchamp, con un prólogo de Samuel Goldwyn Jr., que narra una visión privilegiada de la película. Estudios de la década de 1920 desde la perspectiva de una secretaria. En 2009, Beauchamp escribió Joseph P. Kennedy Presents: His Hollywood Years, publicado por Knopf y Vintage Books. El libro examina el reinado de Joseph P. Kennedy en Hollywood, donde dominó la industria de 1926 a 1930 como la única persona que dirigió tres estudios simultáneamente.

### Documental
Beauchamp escribió y coprodujo el documental Without Lying Down: Frances Marion and The Power Women of Early Hollywood, que se estrenó en 2000 en Turner Classic Movies, y por el que fue nominada a un premio Writers' Guild. También escribió el documental The Day My God Died sobre niñas de Nepal vendidas como esclavas sexuales, que se emitió en PBS y fue nominado a un Emmy en 2003. También apareció como experta en historia del cine en media docena de documentales más, incluida la producción de Mark Cousins, The Story of Film: An Odyssey.

### Periodismo
Beauchamp escribió para varias revistas y periódicos, incluidos Vanity Fair, Variety, The Hollywood Reporter, The New York Times y Los Angeles Times.
Fue nombrada becaria de cine de la Academia de Artes y Ciencias Cinematográficas dos veces y fue becaria residente de la Fundación Mary Pickford.

## Fallecimiento
Cari Beauchamp falleció el 14 de diciembre de 2023 a los 74 años, en Los Ángeles, California.